# Baissoptera martinsoni
Baissoptera martinsoni là một loài côn trùng trong họ Baissopteridae thuộc bộ Raphidioptera. Loài này được Martynova miêu tả năm 1961.